# Thraulodes grandis
Thraulodes grandis är en dagsländeart som beskrevs av Lugo-ortiz och Mccafferty 1996. Thraulodes grandis ingår i släktet Thraulodes och familjen starrdagsländor. Inga underarter finns listade i Catalogue of Life.